# Les Roches-l'Évêque
Les Roches-l'Évêque là một xã thuộc tỉnh Loir-et-Cher trong vùng Centre-Val de Loire miền trung nước Pháp.